# Eeny, meeny, miny, moe
Eeny, meeny, miny, moe è una conta inglese di cui si hanno notizie dal 1820, ed oggi è comune in diversi paesi. Viste le numerose versioni, le reali origini sono incerte.

## Versioni
Esistono diverse versioni, ciascuna con leggere differenze:

### Versioni inglesi
Prima versione
Eeny, meeny, miny, moe
Catch a baby by the toe
If it squeals let it go,
Eeny, meeny, miny, moe.
Seconda versione
Eeny, meeny, miney, mo,
Put the baby on the po,
When he's done 
Wipe his bum
Shove the paper up the lum.

### Versione statunitense
Prima versione
Eeny, meeny, miny, moe
Catch a tiger by the toe
If it hollers let it go,
Eeny, meeny, miny, moe.
Nota: Nel verso "Catch a tiger by the toe", talvolta, la "a" (articolo indeterminativo "una") viene sostituita con "the" (articolo determinativo "la"), mentre "the" viene cambiata con "his" o "its".
Seconda versione
Eeny, meeny, miny, moe
catch the tiger by his toe
If he hollers let him go,
my mother told me (to pick*)
the very best one
and you are it

Nota: Il termine "to pick" è di fonte incerta.

## Storia
Le prime versioni conosciute e pubblicate risalgono al 1855 e sono in inglese; una di queste presentava le parole eeny, meeny, moany, mite, mentre un'altra hana, mana, mona, mike. Altre versioni sono apparse in Inghilterra ed America, nonché in molte altre lingue europee.
Esistono numerose storie sul vero significato del primo verso; tuttavia la teoria comunemente accettata è che siano semplicemente sillabe nonsense.
Un'altra teoria, avanzata da Christopher Knight e Robert Lomas nel loro libro, The Hiram Key, afferma che le parole siano i primi numeri di un sistema di conto pre-celtico.
La Lakeland Dialect Society sostiene che si tratti di una delle tante versioni di conta delle pecore usate dai Celti, ma osserva che in un grande numero di testi inglesi del XIX secolo questa conta era utilizzata più per divertire i bambini, che per contare le pecore.
Un'altra possibilità è che gli inglesi abbiano importato dall'India una versione burlesca di una filastrocca infantile indiana, usata nel gioco della carambola: "ubi eni mana bou, baji neki baji thou, elim tilim latim gou".

## Variante razzista
La più diffusa variante della filastrocca, in luogo della parola tiger (tigre) aveva nigger ("negro"), cosa che agli occhi di molti è oggi estremamente disdicevole e giustifica probabilmente la sostituzione con un termine dal suono simile, anche se una "tigre" difficilmente avrà un toe ("dito del piede"). Le due versioni letterarie più antiche che usano la parola "negro" sono:
Da  A Counting-Out Song di Rudyard Kipling, da Land and Sea Tales for Scouts and Guides, pubblicata nel 1923:
Eenee, Meenee, Mainee, Mo!
Catch a nigger by his toe!
If he hollers let him go!
Eenee, Meenee. Mainee, Mo!
You-are-It!
Traduzione
Ini, mini, maini, mo!
Prendi un negro per il dito del piede!
Se strilla, lascialo andare!
Ini, mini, maini, mo!
Tocca a te!
Dal coro Bert Fitzgibbon's 1906 "Eeny, Meeny, Miny, Mo", copyright F.B. Haviland:
Eeny, Meeny, Miny, Mo, Catch a nigger by the toe,
if he won't work then let him go, Skidum, skidee, skidoo;
But when you get money, your little bride will surely find
out where you hide, So There's the door and when I count four,
then out goes you.
Traduzione
Eeny, Meeny, Miny, Mo, prendi un negro per i piedi,
se non vuole lavorare allora lascialo andare, Skidum, skidee, skidoo;
Ma quando hai i soldi, la tua piccola sposina certamente scoprirà
Dove li hai nascosti, Così, ecco la porta e quando io conto fino a quattro,
fuori ci vai tu.
Un'altra versione controversa, risalente alla seconda guerra mondiale è la seguente:
Eeny, meeny, miny, moe
Catch a Jap by his toe
If he hollers make him say,
"I surrender, USA!"
Traduzione
Eeny, meeny, miny, moe
Prendi un Giapponese per i piedi
Se strilla fa' che dica,
"Mi arrendo, USA!"

## Versioni italiane
Come molti hanno osservato, non è raro il caso che forme letterarie infantili come le conte o le filastrocche si ritrovino anche in paesi lontani tra loro, a volte conservando le parole originali, non comprese e quindi allo stato di suoni senza senso, a volte "rideterminate" con parole foneticamente simili.
Rosellina Archinto (1966: 103-4) cita due "varianti" italiane, rilevate una a Viareggio e una in Liguria:
Versione viareggina:
"Inimini mani mo
chissania baistò
effiala retingo
iniminimanimo"
Versione ligure:
"Igne migne magna mo
caciu nigra baracio
la fioriva larago
igne migne magna mo"

## La filastrocca nella cultura di massa
Questa filastrocca è talmente diffusa che talvolta viene citata, più o meno esplicitamente, in altre espressioni artistiche, letterarie, cinematografiche, videoludiche e nel mondo dello spettacolo:
●Nella canzone  Unititled, dall'album Recovery, di Eminem si trova una versione della filastrocca che recita:"Ee_nee_mee_nee_my_nee_moe/ Catch an Eskimo by his toe/ while he's trying to roll a snowball but,don't make him lose his cool . If he hollers better let him go ya'll ".
● Nel videogioco Gta 5 Michael De Santa canta la filastrocca in una missione
● Nella traccia Music Evolution dell'album omonimo dei Buckshot Lefonque viene cantata la filastrocca
- Eeny Meeny Murder Mo ("L'avvocato delle cause vinte") è il titolo di un racconto di Rex Stout del 1962 con Nero Wolfe
- Eeny Meeny Miny Moe è un singolo del gruppo femminile olandese Luv', uscito nell'estate del 1979 (Philips Records)
- Eenie, Meenie, Minie, Moe è il titolo di una traccia di You're Gettin' Even While I'm Gettin' Odd, il quindicesimo album dei The J. Geils Band, uscito nel 1984
- Gimme luv (Eenie Meenie Miny Mo) è il titolo di un singolo di David Morales del 1993 (Mercury)
- Una versione di Eenie, Meenie, Miney, Moe è recitata da Juliette Lewis in una scena del film Assassini nati - Natural Born Killers del 1994 diretto da Oliver Stone[2]
- Eenie, Meenie, Miney, Mo è il titolo di una traccia dell'album Fantastic dei Toy-Box (1999)
- Eeny, Meeny, Miney, Ed (L'Uomo-Insetto) è il titolo del 16º episodio del cartone animato Ed, Edd & Eddy (andato in onda per la prima volta il 27 settembre 1999), in questo episodio Eddy dice a Ed che sono tutti uomini-insetto fatti da Edd
- Eenie, Meenie, Miney, Murder ("Scritto nelle carte") è il titolo del 4º episodio della sitcom That's My Bush! del 2001
- Eenie Meenie è il titolo di una traccia di Slicker Than Your Average, secondo album di Craig David (2002)
- Eenie Meenie è il titolo di una canzone di Sean Kingston e Justin Bieber; la traccia è disponibile nell'album My World 2.0 di Justin Bieber.
- Nella pubblicità della Jeep Compass del 2007 la filastrocca, nella versione "Catch the tiger", è accompagnata dalle note di Little Wing di Jimi Hendrix.
- Eenie Meenie Records è anche il nome di un'etichetta discografica indipendente fondata nel 1999.
- Eeny Teeny Maya Moe è il titolo di una puntata dei simpson della ventesima stagione.
- " eenie, meenie, minie, mo get ya by ya toe if ya want to let him go è l'inizio della canzone "Raining Men" di Rihanna e Nicki Minaj.
- Nella canzone A Name di John Frusciante dell'album Curtains viene ripetuto eenie meenie miny moe it's about time, about time to go.
- Give me an eeny, meeny, miny, moe è una frase presente nel brano Library Pictures degli Arctic Monkeys.
- La filastrocca “Ini - mìni - màni - mò! Catch a nigger by the toe… [...] Out - you - go!” viene citata nel racconto La neve del Vesuvio di Raffaele La Capria.
- La versione statunitense viene utilizzata anche da Negan in The Walking Dead, 7x01
- In Lethal Weapon 2, Riggs Mel Gibson la recita prima di sparare all'acquario.
- L'edizione in doppio vinile dell'album OK Computer della rock band britannica Radiohead ha i quattro lati del disco, anziché indicati con numeri o lettere, contrassegnati con le parole: "eeny, meeny, miney, mo".
- Il gruppo Inglese degli Alt+J nella loro canzone "Left Hand Free" inseriscono la famosa filastrocca nel primo verso "[..]

Pick a petal eenie meenie miney moe and, flower, you're the chosen one" 2015
- "I've contemplated the game of eenie meeny miny moe" è stato detto da Klaus Mikaelson, nella 1x08 della serie The Originals.
- Nel videogioco League of Legends Annie puù occasionalmente pronunciare le parole "Eeny, meeny, miny, burn".
- Nel film Kick-Ass la Hit-Girl durante una scena pronuncia le parole "Eeny, meeny, miny, moe"
- Melanie Martinez nella sua canzone Tag, You're It cita la filastrocca nella seguente versione: "Eenie meenie miny mo

Catch a lady by her toes
If she screams, don't let her go
Eenie meenie miny mo
Your mother said to pick the very best girl
And I am".
- Eeny, meeny, miny, moe  è presente in un verso della canzone "Passepartout" del rapper Nitro.
- Nel videogioco Apex Legends Octane può occasionalmente pronunciare "Eeny,meeny, miny... How about there?" se si segna una posizione sulla mappa mentre si trova sulla nave di lancio.
- Eeny, meeny, miny, moe  è presente nel ritornello del brano “Poison Klan” del rapper Denzel Curry in collaborazione con Anonymouz e PLAYTHATBOIZAY in una maniera distorta.
- ini-mini-maini-mo dalngadale e rrotullohu jo me gisht po me ket flow!

Nella canzone di Noizy - Mr.Yesterday 
Pershendetje per kete kreveper. Nga Italia.
Nella canzone "Medicine Woman" del 1971 del gruppo musicale scozzese Middle of the Road viene citata la seguente variante: Eenie meenie, tiney miney, for promotion
Didn't want a story just a pot of potion, Whoa-oh, medicine woman, Whoa-oh, medicine woman
In Lucifer (serie televisiva) ( Lucifer Morningstar)  Tom Ellis la cita nell'episodio 2 della seconda stagione, in una conta furtiva.